# Et si la France avait continué la guerre
Et si la France avait continué la guerre  est un essai, publié en 2013 en France par un collectif de chercheurs sous la direction de Jacques Sapir, Frank Stora et Loïc Mahé.
Cet essai (mais qui peut aussi être considéré comme une uchronie réaliste et est cité dans le guide de l'uchronie chez ActuSF) décrit une histoire alternative de la Seconde Guerre mondiale dans laquelle la France a continué le combat durant l'été 1940, avec tout ce qui découle de cette décision. 
À partir d'un point de divergence, placé le 6 juin 1940, ce récit décrit les événements tels qu'ils auraient pu se produire dans ce cas et les conséquences sur le déroulement de la guerre jusqu'à sa fin.
Il comprend, pour le moment, deux tomes « 1940 » et « 1941/1942 »,. Le récit des années 1943 et 1944 est en cours de rédaction et pourrait faire l'objet de la publication d'un troisième tome.

## Rédaction
Cet ensemble de livres (deux tomes en 2019) est la transcription littéraire du consensus d'uchronie qui a résulté des discussions, dans un blog, puis sur un site dédié, d'un ensemble de passionnés (professionnels et amateurs) d'histoire de la Seconde guerre mondiale. 
Il a été lauréat du prix La plume et l'épée du ministère de la Défense en 2013 . 
Cet ensemble de livres a été créé par un collectif de chercheurs, d'historiens, de militaires en activité et à la retraite et d'autres spécialistes français, brianniques, russes, américains et japonais en s'appuyant sur tout élément permettant de construire une uchronie réaliste à la guerre telle qu'elle s'est déroulée.
Les grandes étapes de la guerre (bataille d'Angleterre, attaque de Pearl Harbor, opération Barbarossa) sont, bien sûr présentes, et leur déroulement est proche de celui que nous connaissons, adapté au contexte d'un monde où la France, au travers de son empire colonial, poursuit le combat ; la fin de la guerre est également celle que nous connaissons.
Pour conforter la trame, on a utilisé les mémoires de personnages historiques (Winston Churchill, Adolf Galland, Vassili Grossman etc.) et de leurs réactions connues, idées et préjugés (Adolf Hitler, Benito Mussolini, Pierre Laval etc.). 
De même, on a pris en compte les caractéristiques des matériels militaires utilisés mais aussi des projets français encore non aboutis en juin 1940 et de leurs valeurs en comparaison de leurs adversaires, la composition des forces en présence à un moment donné et les résultats et conséquences historiques de combats et décisions réelles.
Les nombreuses œuvres de spécialistes (voir la très longue bibliographie à la fin du tome 1 (Robert Paxton, Ian Kershaw etc.) ont également été exploitées pour valider la trame alternative.
Les solutions retenues ont été validées par des jeux de guerre à l'École militaire.

## Étapes

### Point de divergence
Hélène de Portes, maîtresse du président du Conseil, Paul Reynaud, décède dans un accident de voiture le 6 juin 1940 (historiquement, elle décédera le 28 juin 1940). En l'absence de son influence poussant à l'armistice et soutenu par le camp de ceux qui veulent poursuivre le combat (Georges Mandel, Charles de Gaulle etc.), Reynaud s'oppose au vice-président du Conseil, Philippe Pétain (qui, furieux de cette décision, aura une attaque cardiaque et décédera peu après) et choisit de poursuivre le combat.
On décide de transférer le gouvernement en Afrique du Nord (après un repli de Paris à Toulouse) et de poursuivre les combats retardateurs en France aussi longtemps que possible pendant que l'on évacue les matériels militaires modernes, les spécialistes, les matériaux, les plans, les machines-outils et tout le reste de ce qui pourra aider à la poursuite du combat (structure et personnel de l'agence Havas, de la Banque de France, de la Radiodiffusion nationale, de l'institut Pierre et Marie Curie etc.)

### Résultats et conséquences (1940)
- La campagne de France, dont l'issue reste inéluctable, immobilise les troupes allemandes bien plus longtemps que dans la réalité, ce qui les empêche de venir au secours de l'Italie en Afrique. Par ailleurs, la bataille d'Angleterre débute environ 6 semaines plus tard, avec une météo bien moins favorable pour la Luftwaffe, face à une RAF qui a eu le temps de se renforcer. L'échec allemand en est d'autant plus inévitable.
- L'Italie, entrée en guerre contre la France au moment où celle-ci faiblissait, ne progresse pas plus que dans la réalité dans les Alpes et sur la Côte d'Azur mais elle est, par contre, attaquée en Libye italienne (Libye) par la France d'un côté (Tunisie) et par le Royaume-Uni de l'autre (Égypte) et perd donc assez rapidement ses possessions. L'Afrique orientale italienne résistera un peu plus longtemps, mais l'union des forces françaises (troupes amenées du Levant, Djibouti), belges (Congo) et britanniques (Égypte, Kenya), cette résistance durera moins que dans la réalité et l’Éthiopie retrouvera plus vite son indépendance.
- La France restant l'alliée combattante des Britanniques, il n'y a pas d'attaque à Mers-el-Kébir, et la Royal Navy bénéficie de l'apport important de la Marine nationale dans ses activités en Méditerranée et dans le nord de l'Atlantique (d’où une meilleure protection des convois).
- L'Empire colonial français reste soudé derrière le gouvernement, ce qui apporte des hommes et du matériel et élimine les points de friction qui ont historiquement existé entre la France et le Royaume-Uni (batailles de Dakar, Levant, Caraïbes, Madagascar etc.).
- La Corse, toujours libre fin 1940, est une épine dans le flanc de l'Italie et sera le tremplin de la prise de la Sardaigne.
- L'Italie perd assez rapidement ses possessions africaines. la guerre du Désert se terminant en 1940, il n'y a pas d'Afrika Korps, et la Méditerranée devient rapidement une zone où les flottes franco-britanniques ont la quasi-maîtrise des flots et peuvent faire passer des convois dans de bonnes conditions. non sans pertes néanmoins.
- La résistance des Français amène les États-Unis à les aider de manière plus prononcée qu'historiquement mais tel que les Ameéricains avaient initialement prévu avant l'armistice.
- Un gouvernement de collaboration, avec Laval à sa tête, est mis en place par les Allemands à Paris. Composé de figures réelles de la collaboration (Jacques Doriot, Marcel Déat, Joseph Darnand), il prend des mesures qui ont, historiquement, été celles du gouvernement de Vichy et d'autres, qui n'ont existé que dans les discours des chefs collaborationnistes. La collaboration est ainsi plus radicale qu'en réalité.

### Analyse (1940)
À partir d'un point de divergence choisi à un instant critique, les auteurs partent de faits historiques réels, dont ils extrapolent les résultats et conséquences et qu'ils adaptent de manière alternative :
- la crédibilité du déroulement de la campagne de France, très proche du point de divergence, est réaliste si l'on accepte l'idée d'une bonne résistance des troupes, dont le moral a remonté grâce à des ordres clairs et des chefs pugnaces aux ordres d'un gouvernement combatif. Historiquement, le discours de Pétain (« C'est le cœur serré que je vous dis aujourd'hui qu'il faut cesser le combat ») a littéralement achevé de briser la volonté de se battre, qui perdurait même au mois de juin dans l'Armée française.
- les événements en Libye et en Méditerranée, qui découlent de la présence combattante de la France en Tunisie et au Levant et du maintien au combat de la flotte française, sont une extrapolation plausible. Dans la réalité, face aux seuls Britanniques, l'Italie a eu besoin de l'aide allemande pour se maintenir, un temps, en Libye.
- la prise de la Sardaigne est une décision des alliés rationnelle dans le contexte et dont l'issue est plausible. au vu de ce que l'on connaît des moyens militaires italiens de l'époque et de la doctrine de la Marine italienne.
- comme dans la réalité les différents leaders des partis collaborationnistes sont plus occupés à se combattre et se dénigrer entre eux qu'à toute autre activité, excepté la surenchère antisémite et anticommuniste pour se faire bien voir des Allemands, la différence étant qu'ils sont tous ministres d'un gouvernement fantoche.

### Résultats et conséquences (1941)
La faiblesse de l'Italie et ses défaites en Afrique et en Sardaigne amènent les Grecs à lui déclarer la guerre, et comme dans la réalité, les Italiens sont acculés en Albanie, ce qui oblige Hitler à intervenir.
- comme dans la réalité, le refus de la Yougoslavie de laisser passer les troupes allemandes par son territoire amène à l'invasion de celle-ci par les Allemands.
- en Grèce, par contre, la présence des troupes françaises au côté des Britanniques génère une bien plus grande résistance sur ce front, et le résultat est identique à la réalité, mais le calendrier est différent. Les opérations terrestres se terminent début juillet. Toutefois, de nombreuses îles grecques, comme la Crète, demeurent entre les mains des Alliés. La mer Égée devient ainsi une zone très disputée, avec d'intenses combats aériens jusqu'au mois d'août.

La présence des alliés en Corse et en Sardaigne oblige Hitler, pour sécuriser le flanc sud du Reich, à les conquérir avant tout autre action et déclenche pour cela l'opération Merkur (qui a eu lieu, dans la réalité, en Crète), avec un effet identique à la réalité en ce qui concernent les troupes parachutistes allemandes (le « tombeau des parachutistes ») et les pertes en appareils de transport (JU 52).
La campagne de France, l'opération Merkur et les campagnes de Yougoslavie et de Grèce ont saigné la Wehrmacht, ce qui oblige Hitler à reporter à l'année suivante l'opération Barbarossa pour avoir le temps de reconstituer les unités et de recompléter les dotations de matériels nécessaires aux unités.

### Analyse (1941)
L'importance de la Méditerranée dans la trame du récit, est due à la perte rapide de la Libye par l'Italie et à la présence de combattants et matériels français qui donnent une ampleur plus importante à ce qui n'a été qu'un front relativement secondaire jusqu'au débarquement américain en Afrique du Nord (opération Torch).
Le report de l'invasion de l'URSS, même s'il est logique dans la trame temporelle de l’œuvre, a dû beaucoup coûter à Hitler, qui a dans la réalité pris le risque de lancer l'opération en 1941 mais en retard et avec les conséquences que l'on connaît, tellement la conquête du Lebensraum était importante dans sa vision du monde.
Les légères distorsions, tout en préservant un résultat identique (Irak, combat du Bismarck) créent un clin d'œil romanesque bienvenu dans un récit qui est presque « réel », tellement il est cohérent.

## Le site
Le site complète les livres en proposant, outre des débats, des options, un forum, des récits détaillés d'opérations, des destins individuels et des cartes, qui auraient considérablement gonflé les ouvrages édités s'ils en avaient fait partie.

## Adaptation BD
Le scénariste Jean-Pierre Pécau, le dessinateur Jovan Ukropina et la coloriste Tanja Cinna ont réalisé une adaptation en bandes dessinées.
Trois tomes ont été publiés entre 2015 et 2017 chez Soleil Productions :
1. Le Grand Déménagement, parue en 2015
2. Le Sursaut, parue en 2016
3. La Riposte, parue en 2017